# Alfred Schirlbauer
Alfred Schirlbauer (geb. 1948 in Lilienfeld; gest. 2022) war ein österreichischer Bildungs- und Erziehungswissenschaftler und lehrte an der Universität Wien.
Nach langjähriger Unterrichtspraxis an niederösterreichischen Pflichtschulen promovierte er 1977 am damaligen Institut für Erziehungswissenschaft bei Marian Heitger mit einer Arbeit zu Didaktik und Unterricht (1982 veröffentlicht). Von seiner Promotion bis zu seiner Habilitation 1990 war Schirlbauer Assistent bei Marian Heitger. Mit seiner Habilitationsschrift Junge Bitternis (1992 veröffentlicht) setzte Schirlbauer – nunmehr als Dozent und Universitätsprofessor – seine Kritik der Didaktik fort. Schirlbauer publizierte die beiden viel beachteten Bücher Im Schatten des pädagogischen Eros (1996) und Die Moralpredigt (2005) – beide mit dem Untertitel „Destruktive Beiträge zu Pädagogik und Bildungspolitik“.
Seine bildungstheoretische Kritik spitzte Schirlbauer im Buch Ultimatives Wörterbuch der Pädagogik: Diabolische Betrachtungen (2012)  amüsant zu, indem er Bildungsbegriffe – angelehnt an den sarkastischen Stil des „The Devil's Dictionary“ des amerikanischen Schriftstellers Ambrose Bierce – definierte. Eine oft zitierte Definition daraus lautet: „Bildungspolitiker wird man dann, wenn man von der Sache, von der kaum einer etwas versteht, absolut nichts versteht.“
Von Schirlbauer herausgegebene Editionen – die häufig zitiert werden – sind u. a. das Pädagogische Glossar der Gegenwart (2006, 2008 – mit Agnieszka Dzierzbicka) und Zeitgemäße Pädagogik (2018 – mit Heribert Schopf und Gordan Varelija).